# Arthur O'Hara Wood
Arthur O'Hara Wood, né le 10 janvier 1890 à Melbourne et mort le 6 octobre 1918 à Saint-Quentin, est un joueur de tennis, médecin et militaire australien.
Son frère Pat O'Hara Wood a gagné les Championnats d'Australasie en 1920 et 1923.

## Biographie
O'Hara Wood a effectué ses études au Trinity College de l'Université de Melbourne à partir de 1908. Il devient ensuite médecin au Alfred Hospital de Melbourne.
Champion de Nouvelle-Galles du Sud en 1913, il s'impose en 1914 aux championnats de Victoria et d'Australie contre Gerald Patterson.
En 1915, O'Hara Wood s'engagea dans le Royal Flying Corps. Affecté en France, il fut instructeur de vol en 1916 puis transféré temporairement à l’Australian Flying Corps. Le 17 juillet 1918, alors qu'il célébrait sa troisième année sous les drapeaux, il fut promu officier instructeur dans une école de vol de l'armée en Angleterre
Le 4 octobre 1918, le commandant O'Hara Wood patrouillait avec son escadrille au-dessus de Saint-Quentin lorsqu'il fut percuté par l'appareil d'un de ses pilotes. Il mourut des suites de ses blessures le 6 octobre 1918, au 37th Casualty Clearing Station. Il est enterré au cimetière militaire de la Ferme Bronfay à Bray-sur-Somme.

## Palmarès (partiel)

### Titre en simple messieurs
| No | Date       | Nom et lieu du tournoi                | Catégorie | Surface      | Finaliste        | Score              |  |
| -- | ---------- | ------------------------------------- | --------- | ------------ | ---------------- | ------------------ |  |
| 1  | 23-11-1914 | Australasian Championships, Melbourne | G. Chelem | Gazon (ext.) | Gerald Patterson | 6-4, 6-3, 5-7, 6-1 |  |

### Finale en double messieurs
| No | Date       | Nom et lieu du tournoi               | Catégorie | Surface      | Vainqueurs                       | Partenaire   | Score              |  |
| -- | ---------- | ------------------------------------ | --------- | ------------ | -------------------------------- | ------------ | ------------------ |  |
| 1  | 23-11-1914 | Australasian Championships Melbourne | G. Chelem | Gazon (ext.) | Ashley Campbell Gerald Patterson | Rodney Heath | 7-5, 3-6, 6-3, 6-3 |  |